# Chiesa di Santa Margherita (Borgo Veneto)
La chiesa di Santa Margherita è la parrocchiale di Santa Margherita d'Adige, frazione del comune sparso di Borgo Veneto, in provincia e diocesi di Padova; fa parte del vicariato di Montagnana-Merlara.

## Storia
Una prima traccia della presenza di un edificio sacro nell'originario abitato risale alla cartula dathie episcopatus datata 1221, nella quale compare una Ecclesia S. Margherite de Melliatino, citazione dalla quale si deduce che essa era filiale della pieve di San Fidenzio, notizia successivamente riportata da una citazione di una cappella dedicata a Santa Margherita risalente al 1297 contenuta nella decima papale.
Il vescovo Fantino Dandolo, durante la sua visita pastorale del 1448, rilevò che la chiesa era dotata del fonte battesimale; essa è attestata nel 1482 con il titolo di parrocchiale, così come nella relazione della visita del 1489 del vescovo di Padova Pietro Barozzi, tuttavia continuò a dipendere dalla pieve di San Fidenzio ancora per lungo tempo.
All'inizio del XVI secolo le esigenze dovute all'incremento del numero di fedeli della zona incoraggiarono la costruzione di una nuova chiesa, ben più ampia della precedente che secondo quanto riportato era lunga solamente 9 metri, edificio citato come ultimato o in fase di ultimazione nel 1522.
Il presbiterio fu distrutto nel 1686 dal campanile che era crollato dopo esser stato colpito da una folgore; nel Settecento la parrocchiale venne riedificata, tanto che nel 1813 il vescovo Francesco Scipione Dondi dall'Orologio, durante la sua visita, la trovò ultimata da poco.
Nel 1882 fu inaugurata la nuova torre campanaria; danneggiata durante il secondo conflitto mondiale, la chiesa venne restaurata nel dopoguerra e, con l'occasione, si procedette al rifacimento della facciata.

## Descrizione

### Esterno
La facciata a capanna della chiesa, rivolta a sudest, presenta centralmente il portale d'ingresso, sormontato da un timpano e inscritto in un grande arco a tutto sesto, ed è scandita da quattro paraste composite sorreggenti la trabeazione, con la scritta "DOM IN HON. B. MARGARITÆ V. M.", e il frontone dentellato. 
Vicino alla parrocchiale si erge su un alto basamento a scarpa il campanile a pianta quadrata; la cella presenta su ogni lato una bifora ed è coronata dalla guglia piramidale poggiante sul tamburo.

### Interno
L'interno dell'edificio si compone di un'unica navata, sulla quale si affacciano le cappelle laterali e le cui pareti sono scandite da lesene sorreggenti la cornice sopra la quale si imposta la volta; al termine dell'aula si sviluppa il presbiterio, ospitate l'altare maggiore e chiuso dall'abside poligonale.
Qui sono conservate diverse opere di pregio, tra le quali la pala raffigurante Santa Margherita d'Antiochia assieme ai Santi Giovanni Evangelista e Marta, risalente al XIX secolo, e la statua con soggetto Santa Margherita.